# 大鱼 (歌曲)
大魚是中國大陸男歌手周深為動畫電影《大魚海棠》演唱的印象曲。歌曲於2016年5月20日發佈，其後再收錄於周深首張個人錄音室專輯《深的深》。

## 背景及製作
大魚是中國動畫電影《大魚海棠》的印象曲。當時《大魚海棠》導演梁旋向好友周深詢問是否認識詞曲製作人，欲為電影製作歌曲，後者便向其介紹了曾與其在《玫瑰與小鹿》中合作的尹約和錢雷二人。其後導演邀請周深錄製歌曲樣本，原本是作為邀請一位知名歌手獻聲的敲門磚，但導演在聽過周深的版本後，決定交由他演唱此曲。歌曲於2016年5月18日發佈音樂影片，並在5月20日正式發佈；其後於2017年再次錄製了新的版本，收錄於周深的首張個人錄音室專輯《深的深》中。
此曲是周深的代表作之一，結合了流行和美聲唱法，其中包括周深與製作人尹約在錄音時於歌曲結尾處即興加入的二重吟唱。
大魚時長5分18秒，以
拍的A♯小調創作，每分鐘140拍。此曲由尹約擔任作詞及製作人、錢雷作曲及編曲。

## 成績及獎項
大魚在東方風雲榜獲得了第1185期週榜冠軍，且獲得了多個頒獎典禮的十大金曲、最佳作曲等獎項。
| 年份 | 頒獎機構                 | 獎項                      | 結果   | 參考來源      |
| ---- | ------------------------ | ------------------------- | ------ | ------------- |
| 2016 | 亞洲新歌榜               | 年度十大金曲              | 獲獎   | [ 12 ]        |
| 2016 | 音樂先鋒榜               | 最佳作曲                  | 獲獎   | [ 13 ]        |
| 2016 | 音樂先鋒榜               | 年度內地十大先鋒金曲      | 獲獎   | [ 13 ]        |
| 2016 | 第七屆牛耳獎             | 互聯網年度金曲歌手        | 獲獎   | [ 14 ] [ 15 ] |
| 2017 | 第二十四屆東方風雲榜     | 年度十大金曲              | 獲獎   | [ 16 ]        |
| 2017 | 第二十四屆東方風雲榜     | 最佳作曲                  | 獲獎   | [ 17 ]        |
| 2017 | 第十七屆音樂風雲榜       | 年度最佳電影歌曲          | 獲獎   | [ 18 ]        |
| 2018 | 第二十二屆全球華語榜中榜 | 寶聲音樂最受歡迎卡拉OK MV | 獲獎   | [ 19 ]        |
| 2018 | 第二十二屆全球華語榜中榜 | Channel V最佳現場演繹     | 獲獎   | [ 19 ]        |
| 2018 | 國風極樂夜音樂盛典       | 最佳國風新銳唱法獎        | 獲獎   | [ 20 ]        |
| 2023 | 東方風雲榜三十周年盛典   | 三十年至尊金曲            | 獲獎   | [ 21 ]        |
| 2024 | UFM 100.3                | U選1000                   | 第三名 | [ 22 ]        |

## 評價
歌手朱樺在央視的《回聲嘹亮》節目中評價周深在演唱大魚時的嗓音與歌曲的旋律和歌詞意境吻合，且歌曲「加上跟水有關係的混響的那種空間感的設計等等，成就了一首歌」。作曲家蔣安慶在《北京青年報》評價該曲的歌詞「充滿細節，直抒胸襟」，又形容其弦樂編排「在高音區奏響的副旋律與人聲演唱的主旋律交相輝映」並生動的刻畫了電影《大魚海棠》中女主角椿的心事和感情。

## 演出
周深曾在《歌手·當打之年》、《聲入人心》、《時光音樂會》等節目，以在個人演唱會中演唱此曲。除此以外，周深曾作為幫唱嘉賓參加《中國新歌聲》第二季與那英組學員郭沁合唱此曲，並協助後者成為那英組冠軍學員；周深於2017年參與綜藝節目《拜見小師傅》時又改編了越劇版本的大魚。周深其後在2024年到訪聯合國總部參與第十五屆中文日活動時亦演唱了大魚。
此曲曾被莫文蔚、龔琳娜、羅雲熙等多位歌手翻唱。周深曾作為「JJ20世界巡迴演唱會」北京場嘉賓與林俊傑合唱大魚；在江蘇衛視跨年演唱會中也曾與以虛擬技術呈現、由陳佳配唱的鄧麗君合唱此曲。在2024年央視春晚中的舞蹈節目錦鯉亦使用了變奏版本的大魚作為配樂，並由原唱周深為此親自錄製新的吟唱段落。